# 露易絲·布瑞莉
露易絲·布瑞莉（英語：Louise Brealey，1979年3月27日—），有時稱作露·布瑞莉（Loo Brealey），是一位英國演員和記者。她最知名的演出角色是在史蒂芬·莫法特和马克·加蒂斯創作的BBC電視影集——《新世紀福爾摩斯》中的法醫茉莉·霍珀（Molly Hooper）。

## 生涯
布瑞莉出生在英格兰北安普敦郡布扎特，在剑桥大学學習历史，之后在纽约的李·史特拉斯堡戲劇電影學院接受小丑大师菲利浦·高利耶的表演训练。

### 寫作
布瑞莉自十幾歲時就開始替影劇、藝術與音樂撰稿，共在數家雜誌發表過評論和報導，包括《首映雜誌》英國版、《帝國雜誌》、《天空雜誌》、《The Face雜誌》、《Neon雜誌》、《別冊雜誌》及《完全電影雜誌》等。她也是2007年出版的《無序與魔力：亞歷杭德羅·霍多羅斯基的電影》（Anarchy and Alchemy: The Films of Alejandro Jodorowsky）一書的編者。
布瑞莉也擔任英國《仙境雜誌》（Wonderland）的副總編，直至2009年4月為止，她在此期間曾替2月／3月版的封面採訪過美國影星，其他寫過的報導主題還包括了英國二人組樂團寵物店男孩、奧地利藝術團隊「格林汀」。2013年時，她編的第一套劇本《女教宗瓊安》被英國國家青年劇團搬上舞台演出。

### 製片
2012年5月時，布瑞莉參與了BBC第二台的兒童喜劇「查爾斯·狄更斯秀」（The Charles Dickens Show）的製作、編劇與演出，同樣加入演出者尚有、鲁珀特·格雷夫斯、琳達·巴隆、漢妮薩克·維克斯、魯伯特·楊等人。

### 演藝

#### 影視
布瑞莉在電視劇中的首次登場之作是BBC影集《急診室》，她在劇中演出護士洛桑妮（Roxy Bird）。她之後又在2005年的影集《荒涼山莊》飾演茱迪·史默維特（Judy Smallweed）。
布瑞莉在2010年BBC電視影集《新世紀福爾摩斯》內飾演任職於倫敦聖巴托羅繆醫院、對班奈狄克·康柏拜區所演的夏洛克·福爾摩斯懷有戀慕之心的法醫茉莉。該影集的兩位創造者——史蒂芬·莫法特與馬克·加蒂斯都對她的表現表示讚賞，加蒂斯說飾演茉莉的布瑞莉是位「傑出」並「完美的女演員」，莫法特則表示「她相當有趣呢，這個茉莉，因為她原本完全是個只在試播集（pilot）中出現一幕的角色，可是露·布瑞莉實在太棒了」。也由於布瑞莉的演技，使莫法特推翻了在一開始時決定的前提——「不加入道爾原著之外的人物來當常規角色」，而特別破例地另外創造了茉莉·霍珀。
隨著這套影集的成功和劇情的進展，茉莉一角的人氣也逐漸升高。當第二季播出後的2012年1月，布瑞莉在一次接受《觀察家報》訪談的時候表示：「（觀眾）對於本季中的茉莉所顯現的反應讓我大感驚奇。我參與的戲份只要短短幾天就能拍完，和上季並無二致，但今年——因為劇編得確實不錯——我想大家已經注意到她了，這挺驚人的。茉莉能產生此等影響是因為，當華生是個『旁觀者』的時候，茉莉就是每一位坐在沙發上、幻想自己用手撫過康柏拜區的頭髮的女性了吧」。之後她又說「基本上，要是一位女性喜歡康柏拜區的話，她就能對茉莉產生共鳴、感同身受」。

#### 舞台劇
布瑞莉第一次的舞台劇亮相是她在劇作家茱迪·厄普頓所編、導演麥克斯·斯坦福-克拉克執導的中飾演的一名14歲書呆子女孩蘇菲（Sophie），表演場地是倫敦的皇家宫廷劇院，《每日電訊報》稱她的演出是「對青春期充分研究後的完美呈現」（a perfect poignant study of adolescence）。
她於2005年時在布里斯托老維克劇院演出劇作家湯姆·斯托帕德的戲劇《阿卡迪亞》中的神童湯瑪西娜（Thomasina），被《周日郵報》評為傑出，《每日電訊報》也讚道「今夜屬於露·布瑞莉所演的湯瑪西娜」。之後還在丹尼斯·凱利替培茵·普羅劇團編出的得獎之作《結局之後》（After The End）中演出，該劇在俄羅斯首演後又於2006年7月移至外百老匯上演，成為一次賣座演出。
布瑞莉曾兩度與英國劇壇元老彼得·霍爾爵士合作，第一次是於2007年時的賽門·葛瑞戲劇《小奈爾》（Little Nell），布瑞莉在這齣劇中演出主角小奈爾，該角色是以作家克萊兒·湯瑪琳替狄更斯的情婦——埃倫·「奈莉」·特南所寫的傳記《看不見的女人》（The Invisible Woman）為基礎創造，劇情則根據特南17歲至44歲之間的故事進行。第二次合作則是《萬尼亞舅舅》，霍爾在自己的這部備受好評的作品中選派布瑞莉擔當桑尼婭（Sonya）一角，《獨立報》在演出後將她與1940年代電影《蝴蝶夢》裡的美國女星相比，《旁觀者週刊》則稱「布瑞莉是唯一一位將那種楚楚可憐的、深藏在表面之下的詩意氣質發揮出來的演員。她演出時最大的不利之處，就是她與平庸的桑尼婭相比之下實在太有魅力了，但她能以咯咯的傻笑、古怪的動作和純真來隱藏這點，而這些都演得很到位...」。

## 演出作品

### 影視演出
| 年份           | 片名            | 角色                      | 導演                  | 備註                                        |
| -------------- | --------------- | ------------------------- | --------------------- | ------------------------------------------- |
| 2002年－2004年 | 急診室          | 護士洛桑妮 （Roxanne Bird）           |                       | 電視影集（95集）                            |
| 2003年         | 牙齒精靈 （The Tooth Faerie）   |                           | 尼克·馬齊 （Nick Mackie）        | 短片                                        |
| 2004年         |                 |                           | 艾力克斯·諾里斯 （Alex Norris）  | 短片                                        |
| 2005年         | 荒涼山莊        | 茱迪·史默維特             |          | 電視影集（8集）                             |
| 2005年         | 英倫後宮 （The English Harem）   | 蘇西 （Suzy）                 | 羅賓·謝普             | 電視劇                                      |
| 2006年         | 梅堯 （Mayo）       | 海莉·「皮猴」·泰特 （Harriet 'Anorak' Tate）   | 梅丁·胡塞因           | 電視影集（8集） 演出名單中寫作「露·布瑞莉」 |
| 2007年         | [ 17 ]          | 艾碧 （Abi）                 | 艾力克斯·哈德卡索     | 電視電影 演出名單中寫作「露·布瑞莉」        |
| 2008年         | 巴比倫飯店      | 克蘿伊 （Chloe）               |                       | 電視影集（第3、7集）                        |
| 2010年至今     | 新世紀福爾摩斯  | 茉莉·霍珀                 | 、尤若斯·林恩         | 電視影集                                    |
| 2010年         | 魯賓一家重聚    | 密麗·魯賓 （Miri Rubins）            | 約夫·法克特 （Yoav Factor）      |                                             |
| 2011年         | 法律與秩序英版  | 喬安·維克立 （Joanne Vickery）          | 馬克·埃佛勒斯 （Mark Everest）    | 電視影集                                    |
| 2011年         |                 | 美髮師                    | 約翰·麥登             |                                             |
| 2012年         | 查爾斯·狄更斯秀 | 奈莉·特倫／史古基／小提姆 | 梅丁·胡塞因           | 電視節目                                    |
| 2013年         | 布朗神父        | 艾蓮娜·奈特 （Eleanor Knight）          | 多明尼·基維 （Dominic Keavey）      | 電視影集                                    |
| 2013年         | 美味良緣 （）   | 史黛拉 （Stella）               | 塔米·萊利-史密斯 （Tammy Riley-Smith） |                                             |

### 舞台劇演出
| 年份   | 劇名                  | 角色                             | 導演                          | 演出劇院           |
| ------ | --------------------- | -------------------------------- | ----------------------------- | ------------------ |
| 2001年 |                       | 蘇菲                             | 麥克斯·斯坦福-克拉克          | 皇家宫廷劇院       |
| 2005年 | 阿卡迪亞              | 湯瑪西娜                         | 瑞秋·卡瓦勞 （Rachel Kavanaugh）              | 布里斯托老維克劇院 |
| 2006年 | 結局之後              | 路易丝                           | 蘿莎娜·希爾伯特 （Roxana Silbert）          | 美俄巡迴演出       |
| 2007年 | 小奈爾                | 奈爾                             | 彼得·霍爾                     | 巴斯皇家劇院       |
| 2008年 | 萬尼亞舅舅            | 桑尼婭                           | 彼得·霍爾                     | 京士頓玫瑰劇院     |
| 2008年 | 春畫 （Pornography）             | 7號演員（Actor 7）                      | 肖恩·霍姆斯                   | 特拉沃斯劇院       |
| 2009年 | 石頭 （The Stone）             | 漢娜                             | 拉明·格萊                     | 皇家宫廷劇院       |
| 2009年 | The·Ones That Flutter | 茱莉·雷（Julie Ray）                      | 艾比·賴特 （Abbey Wright）                | 503劇院            |
| 2010年 | 鄉村音樂 （Country Music）         | 琳賽（Lynsey）                         | 莉莎·布萊爾、艾蓮娜·懷爾 （Lisa Blair & Eleanor While） | 西約克郡劇院       |
| 2011年 | 欽差大臣 （Government Inspector）         | 市長女兒                         | 理查德·瓊斯                   | 新維克劇院         |
| 2012年 | 特洛伊婦女 （The Trojan Women）       | 卡珊德拉／安卓瑪希／特洛伊的海倫 | 克里斯多福·黑登               | 倫敦大門劇院       |
| 2013年 | 群眾 （The Herd）             | 克萊兒                           | 霍華德·戴維斯                 | 布希劇院           |